# Ájrik Tsveiba
Ájrik Sokrátovich Tsveiba (Gudauta, Unión Soviética, 10 de septiembre de 1966) es un exfutbolista nacido en Abjasia. Jugó para las selecciones de la Unión Soviética, el CIS, Ucrania y Rusia. Es uno de los dos jugadores en la historia, junto a Andréi Piatnitski, en jugar para cuatro selecciones diferentes. No obstante, nunca jugó para la selección de su país de origen, Georgia.

## Las cuatro patrias de Ajrik Tsveiba
Cuando se enfundó por primera vez la camiseta de la Unión Soviética en 1990, Ajrik Tsveiba (Gudauta, Georgia, 1966) pensó que sería para siempre. Que defendería los colores de la Madre Rusia por todo el mundo. Lo que no sabía era que los acontecimientos políticos en su país le llevarían a vestir hasta cuatro camisetas de cuatro países distintos.
La disolución de la URSS se hizo efectiva el 8 de diciembre de 1991, tras la firma del Tratado de Belavezha. Como consecuencia de ello, las distintas federaciones deportivas de la CCCP se fueron disolviendo, aunque existía una piedra en el camino de la disgregación. La ya extinta Unión Soviética se había clasificado para la Eurocopa de Suecia de 1992, pero no podía participar como el país que había sido hasta hacía solo unos meses.
La solución fue crear la selección de la Comunidad de Estados Independientes (CEI), que solo tendría seis meses de vida y en la que estaban integradas todos los nuevos países resultado de la desintegración excepto Estonia, Letonia y Lituania. La CEI se constituyó el 11 de enero de 1992 y fue aprobada por la FIFA, pudiendo así participar en la competición continental por países. La nueva selección adoptó como himno nada menos que la 9.ª sinfonía de Beethoven.
Así, Tsveiba jugó con su segunda selección. Sería la última vez que compartiría equipo con muchos de sus ya casi excompañeros. En la CEI se alineaban viejos conocidos de la Liga española como el exatlético Dobrovolski o los novatos Lediakhov y Onopko, que representaban por primera vez a su país, o más bien a una especie de tirita contra la hemorragia que suponía la descomposición de una de las selecciones más potentes del mundo.
La CEI no pasó de la fase de grupos. De hecho, quedó la última. Igual que en el Mundial de Italia en 1990, la situación política se reflejó en los malos resultados de la selección nacional. El esplendor de una escuadra temida se apagaba. La última gran actuación de la URSS había sido la final de la Eurocopa de 1988, que perdió ante la inolvidable Holanda de Van Basten, Gullit y Rijkaard.
Una vez pasado este bache, tocaba elegir nueva nación a la que defender. Muchos eligieron a la nueva Rusia, pero Tsveiba, que había estado jugando en Ucrania, tenía otros planes. De este modo, el 26 de agosto de 1992 defendió a su tercera nación y escuchó su tercer himno nacional, curiosamente, en el tercer partido oficial de Ucrania como selección. Fue un amistoso contra Hungría y pasaron cinco años hasta que Tsveiba fue de nuevo internacional.

## Retorno a Rusia
Tras su paso por el Dinamo de Kiev ucraniano, Tsveiba decidió emigrar a Japón. Allí recaló en el Gamba Osaka, encontrando los minutos y la fama que no cosechó en sus anteriores patrias. Después de tres años de buenas actuaciones en el país nipón, la Madre Rusia le volvió a reclamar para jugar en el Alania Vladikavkaz, campeón un año antes de la recién instaurada Premier League rusa.
Su paso por este equipo le abrió las puertas para vestirse con unos nuevos colores nacionales, los rusos. Era el año 1997. Tsveiba jugó ocho partidos con Rusia, cuatro de ellos de clasificación para el Mundial de Francia, incluyendo un decisivo partido en casa contra Italia. Esa fue la última vez que escuchó un himno nacional vestido de corto. Irónicamente, Tsveiba nunca jugó con la selección de Georgia, su país natal. Pero, como dijo Cicerón: "Donde quiera que se está bien, allí está la patria".

## Clubes
| Club                      | País            | Año         |
| ------------------------- | --------------- | ----------- |
| FC Dinamo Sujumi          | Unión Soviética | 1983 - 1984 |
| FC SKA-Energiya Jabarovsk | Unión Soviética | 1984        |
| FC Dinamo Tbilisi         | Unión Soviética | 1985 - 1989 |
| FC Dinamo Kiev            | Ucrania         | 1990 - 1993 |
| FC KAMAZ                  | Rusia           | 1993        |
| Qingdao Hainiu            | China           | 1994        |
| Gamba Osaka               | Japón           | 1994 - 1996 |
| FC Alania Vladikavkaz     | Rusia           | 1997        |
| Chongqing Lifan           | China           | 1998        |
| FC Elista                 | Rusia           | 1999 - 2000 |
| FC Dinamo Moscú           | Rusia           | 2001        |
| AEK Larnaca               | Grecia          | 2001 - 2002 |